# Douce I av Provence
Douce I av Provence, även Dulcia och Dolça, också betitlad "av Rouergue" och "av Gévaudan", född cirka 1090 och död 1127, var monark (regerande grevinna) av Provence från 1111 eller 1112 till sin död.

## Biografi
Douce var dotter till Gerberge av Provence och Gilbert I av Gévaudan; hon ärvde den provensalska tronen från sin mor 1111. Hon gifte sig med Raimond Berengar I, den store, i Arles 3 februari 1112. 
Från 1113 regerade hon gemensamt i Provence, Gévaudan och Millau med sin make från Barcelona. Enligt en tidigare tradition tog hon provensalska till Katalonien som sedermera blev katalanskan. Katalanska nationalister menar att hon inledde den occitanska utvidgningen, en stor plan för att ena regioner på båda sidor av Pyrenéerna.
I verkligheten ökade giftermålet ätten Barcelonas inflytande i Occitanien vilket skapade spänningar med grevarna av Toulouse. En överenskommelse om fördelningen hade undertecknats år 1125 strax före Douce I:s död. Hennes död inledde ändå en period av instabilitet i Provence. En gren av ätten Barcelona sattes att styra Provence men systern Stephanie gjorde också anspråk på titeln och krig utbröt. Stephanie var gift med  Raimond I av Baux. Krigen kallas därför Bauxkrigen, Guerres baussenques, och pågick åren 1144–1162. Krigen slutade med provensalsk seger och Douce och Raimond Berengar I:s ättlingar regerade fram till Beatrice av Provences död år 1267. 

## Barn
Douce fick följande barn med Raimond Berengar I:
- Almodis, gift med Pons de Cervera
- Berenguela, gift med Alfons VII av Kastilien
- Raimond Berengar
- Berengar Raimond I, greve av Provence
- Bernard, dog ung